# 今村猛
今村 猛（いまむら たける、1991年4月17日 - ）は、長崎県佐世保市（旧北松浦郡小佐々町）出身の元プロ野球選手（投手）、YouTuber。右投右打。

## 経歴

### プロ入り前
小学3年生の時に楠栖クラブで一塁手として野球を始め、後に遊撃手と投手を兼任。佐世保市立小佐々中学校では遊撃・三塁手としてプレー。2年時に九州大会で優勝し、全国大会に出場。この年には城島健司や寺原隼人らがオフシーズンに開催した野球教室に参加して城島と対戦。今村は城島の内角を厳しくえぐった結果、脇腹に死球を当ててしまい、城島に笑いながら追いかけ回された。
清峰高校進学後は1年夏からベンチ入り。秋には球速が140km/hを超えるなど、徐々に成長する。2年の夏には第90回全国高等学校野球選手権記念大会に初出場し、2試合に登板した。その後も秋季長崎大会、九州地区高等学校野球大会を制する。
3年春の第81回選抜高等学校野球大会では安定した投球でチームを牽引し、決勝では菊池雄星を擁する花巻東高校と対戦。投手戦を1-0で勝利し優勝。長崎県勢としては春夏通じて初の全国優勝だった。大会では全5試合に先発し、44イニングを投げて47奪三振、4完投、3完封、1失点、防御率0.20と抜群の安定感だった。また、初戦の日本文理高校戦では、第1打席に選抜大会通算600号（甲子園）となる本塁打をバックスクリーン右へ放り込んだ。6月の練習試合で最速152km/hを記録し話題になるも、3年夏は長崎大会準々決勝で長崎日大高校と対戦し、大瀬良大地と投げ合ったが試合に敗れて甲子園出場はならなかった。
2009年10月29日に行われたドラフト会議で、広島東洋カープが単独1位指名して交渉権を獲得した。11月13日、広島では河内貴哉以来10年ぶりとなる高卒指名での契約金1億円、年俸は球団の高卒新人では最高額となる1000万円（金額は推定）で仮契約を結んだ。

### 広島時代

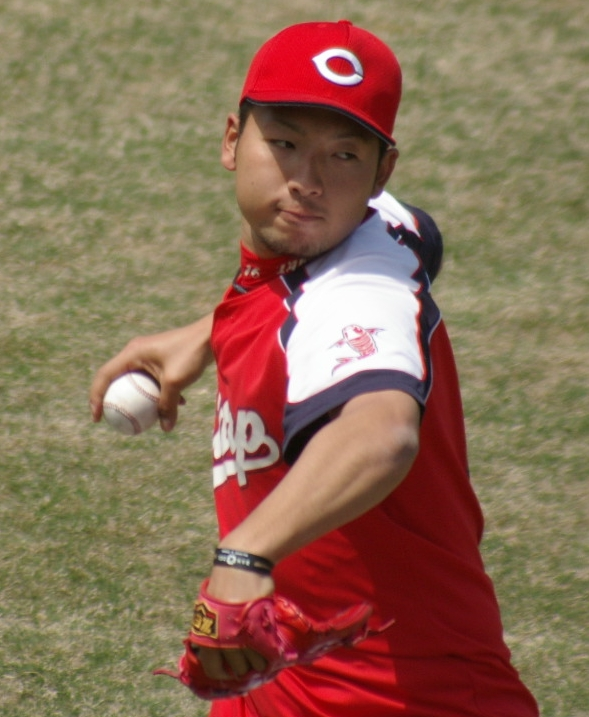
2012年4月15日

2010年、首脳陣の育成の方針により、シーズンの殆どを二軍で過ごした。ウエスタン・リーグでは、4月21日の福岡ソフトバンクホークス戦で中継ぎとして初登板し、2回無失点の好投で初勝利を挙げた。7月22日に行われたフレッシュオールスターゲームではウエスタンの先発を任され、ソロ本塁打を打たれたものの最速148km/hを記録、2イニングで3三振を奪う活躍を見せた。その後、8月18日、小島心二郎の抹消に伴い初の一軍登録を受け、当日の東京ヤクルトスワローズ戦でプロ初登板・初先発したものの、初回に味方の失策から畠山和洋に満塁本塁打を打たれるなど、2回5失点の黒星デビューとなった。続く8月25日の阪神戦で再度先発したが、2回3失点で2試合連続の降板、その翌日に降格となり、そのままシーズンを終えた。二軍ではシーズンを通じて先発ローテーションを任され、13試合・63回2/3を投げて4勝4敗、防御率4.81だった（被安打77と自責点34は共にチーム最多）。
2011年、オープン戦で先発要員として起用され好投を続けた。開幕ローテーション入りは逃したものの、4月16日の読売ジャイアンツ戦で、先発のジャンカルロ・アルバラードの負傷降板により急遽登板。3回1/3を無失点で切り抜け、プロ入り初勝利を挙げた。5月20日のオリックス・バファローズ戦（京セラドーム大阪）では「7番・指名打者」として先発起用された。偵察要員としての起用のつもりであったが、監督の野村謙二郎が公認野球規則・6-10(b)に明記されている「指名打者は相手チームの先発投手に対して、少なくとも一度は、打撃を完了しなければ交代できない」というルールを失念し、今村はオリックス先発の木佐貫洋が降板しない限り最低1打席は入らなければならなくなった。今村は2回表一死一塁の場面で打順が回り、送りバントを決める。その後、5回表の2打席目で代打（石井琢朗）が送られた。その後は、中継ぎ、セットアッパーとして起用され、守護神のデニス・サファテの離脱後は守護神に指名された。10月8日の対東京ヤクルトスワローズ戦ではプロ初セーブを挙げ、1997年に横山竜士が21歳2か月で記録した球団最年少セーブを20歳5か月で更新した。
2012年、5月22日のソフトバンク戦から球団新記録となる29試合連続無失点を達成。最終的には自己最多となる69試合の登板でリーグ3位タイとなる26ホールドを記録した。オフの11月6日に、「侍ジャパンマッチ2012「日本代表 VS キューバ代表」」の日本代表が発表され代表入りした。12月4日に、第3回WBC日本代表候補選手34人が発表され候補入りした。
2013年2月20日に、第3回WBC日本代表選手28人が発表されチーム最年少で代表入りした。この大会では、2イニングで3失点を喫するなど精彩を欠いてしまう。レギュラーシーズンは、セットアッパーとして開幕を迎えるものの投球に本来のキレがなく、5敗を喫し終盤にはセットアッパーを永川勝浩に譲るなど悔しいシーズンとなった。
2014年はキャンプから調子が上がらず、開幕一軍入りを逃した。後半戦は二軍で先発としての登板も見られた。この年は中田廉や一岡竜司がセットアッパーとして定着したこともあって、ホールド数は0に終わり、連続50試合登板も3年で途切れた。
2016年は2012年シーズンに次ぐ67試合に登板し、ジェイ・ジャクソンや中﨑翔太と共に中継ぎの柱としてチームの25年ぶり優勝に大きく貢献した。2016年の日本シリーズでは6戦すべてに登板し、シリーズ最多となる4ホールドを挙げた。
2017年は開幕からセットアッパーとして活躍、17ホールドを記録。クローザー中崎翔太が故障離脱した際は抑えを務め、23セーブを挙げるなど、勝利の方程式の一角を担い、68試合に登板。リーグ優勝に貢献した。オフに、3400万円増となる推定年俸9500万円で契約を更改した。
2018年は近年の安定感が見られず、2015年6月7日以来となる不調での出場選手登録抹消を経験。防御率5.17と打ち込まれる機会が見られた。それでも最終的に43試合に登板、3勝1セーブ13ホールドを記録。オフに、800万円減となる推定年俸8700万円で契約を更改した。
2019年は春季キャンプを二軍で迎え、シーズン初昇格初登板を果たしたのは7月4日だった。7月15日の横浜DeNAベイスターズ戦で111ホールドに到達し、ホールドの球団記録を更新した。出場数は前年を下回る27試合の登板に終わった。オフに、700万円減となる推定年俸8000万円で契約を更改した。
2020年は一軍二軍共に不振な登板が続き、一軍定着後としては自己最低の成績に終わる。オフに、2000万円減となる推定年俸6000万円で契約を更改した。
2021年は開幕から一軍登録がなく、10月14日に球団から戦力外通告を受けたことが発表された。会見の際には涙も見せた。12球団合同トライアウトを受験せずに他球団からのオファーを待つ方針だったが、トライアウトから2週間たってもオファーがないことから、現役引退を決断し、12月22日にマツダスタジアムを訪れ、球団オーナーに対し、現役引退を報告した。

### 現役引退後
2021年12月25日、自身のYouTubeチャンネルを立ち上げ、ファンに向けてメッセージを残した。
2022年3月、YouTubeチャンネルでの企画を通じ、2023年2月に広島県内で行われる予定のマラソン大会に出場し、フルマラソン完走を目指すプロジェクトを発表。広島県福山市のマラソン教室「走健塾」指導のもと、1年間をかけて月に一度の合同練習会を開催する。
タレントに転身し、2022年4月18日放送の日本テレビ『有吉ゼミ』に出演。引退して間もない故、まだ「カープOB」みたいな扱いであると、6月に受けたFLASHのインタビューで答えている。
また、2023年6月よりオンラインによるパーソナルジム「R-GYM」の運営を始め、翌年1月には広島市内において実店舗による運営も始めている。

## 選手としての特徴
スリークォーターから平均球速約146km/h、最速154km/hのストレートと切れ味鋭い縦と横のスライダーを投げ分ける本格派右腕。2010年秋からは上記の球種に加えてカーブの習得に取り組んだ。シュートは同じ球種を得意としていた東尾修からも絶賛され、2011年には上原浩治のフォークボールを理想としたという高速フォークの練習を始め、2012年終盤に実戦で多投するようになった。

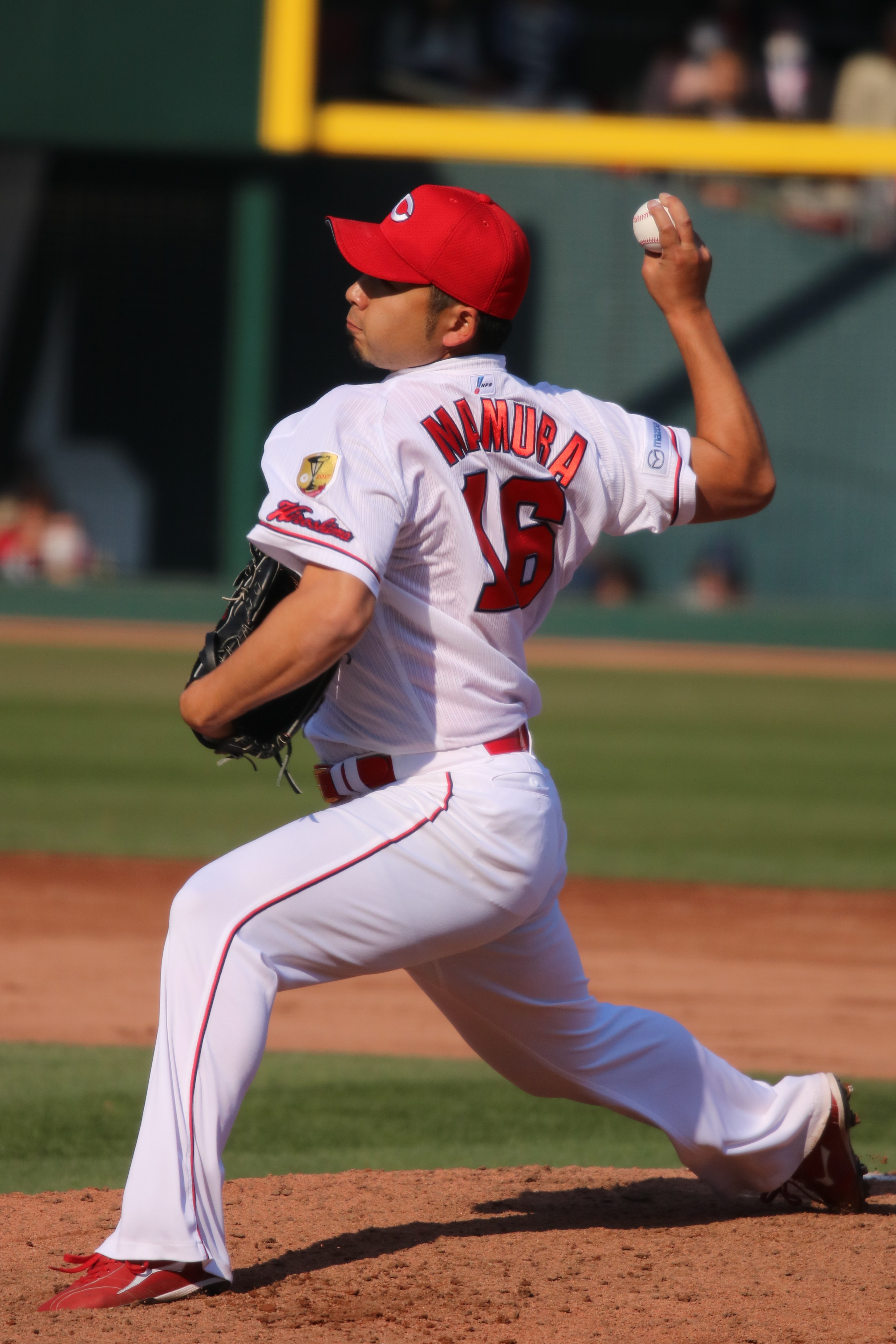
ピッチングフォーム

フィールディングが上手く、高い牽制の技術も有する。牽制が上手いとされる元同僚の前田健太からも「猛の牽制はかなり危険ですよ」と牽制の上手さを称えられていた。
2011年8月7日の対巨人戦で長野久義の左側頭部に死球を与え、危険球退場となった。このときから「内角のサインのたび、フラッシュバックするんです」「正直、内角にサインが出たときは目をつぶって投げていました」と内角への投球が苦手になっていたことを、現役引退決断後に明かしている。このことから投球内容が外角中心となっていたが、逆にその中で、外角低めへの直球が武器へと成長していった。

## 人物
実家はいりこをはじめ海産物などを扱う「今村水産」で、高校入学の時点では、卒業後は野球を辞め家業を継ぐ予定だった。 
顔がカピバラによく似ているため、多くのファンからカピバラと呼ばれている。広島東洋カープのオフィシャルグッズショップが今村とカピバラをデザインした限定Tシャツを販売していた。チームメイトで同郷の大瀬良大地と共にカピバラ兄弟と呼ばれている。また、2013年オフに一岡竜司が大竹寛の人的補償で入団してからは彼も含めてカピバラ三兄弟と呼ばれるようになった。
前述のとおり、中学生時代に野球教室で城島健司に死球を当ててしまったというエピソードを持っているが、同郷の先輩でもある城島は子どもの頃からヒーロー的な存在で、プロ入りしてから挨拶に行ったところ城島も今村の事を覚えており、対戦するようになってからは「真ん中に投げろよー！」と冗談で言われたという。
2014年6月15日の対千葉ロッテマリーンズ戦では投球中にトンボが帽子の後ろに付着する一場面もあった。この場面で2014年度プロ野球珍プレー・好プレー大賞を受賞した。

## 詳細情報

### 年度別投手成績
| 年 度      | 球 団      | 登 板 | 先 発 | 完 投 | 完 封 | 無 四 球 | 勝 利 | 敗 戦 | セ 丨 ブ | ホ 丨 ル ド | 勝 率 | 打 者 | 投 球 回 | 被 安 打 | 被 本 塁 打 | 与 四 球 | 敬 遠 | 与 死 球 | 奪 三 振 | 暴 投 | ボ 丨 ク | 失 点 | 自 責 点 | 防 御 率 | W H I P |
| ---------- | ---------- | ----- | ----- | ----- | ----- | -------- | ----- | ----- | -------- | ----------- | ----- | ----- | -------- | -------- | ----------- | -------- | ----- | -------- | -------- | ----- | -------- | ----- | -------- | -------- | ------- |
| 2010       | 広島       | 2     | 2     | 0     | 0     | 0        | 0     | 1     | 0        | 0           | .000  | 26    | 4.0      | 7        | 1           | 6        | 0     | 1        | 0        | 0     | 0        | 8     | 7        | 15.75    | 3.25    |
| 2011       | 広島       | 54    | 6     | 0     | 0     | 0        | 3     | 8     | 2        | 13          | .273  | 399   | 94.0     | 97       | 10          | 30       | 3     | 1        | 76       | 6     | 0        | 50    | 49       | 4.69     | 1.35    |
| 2012       | 広島       | 69    | 0     | 0     | 0     | 0        | 2     | 2     | 4        | 26          | .500  | 344   | 85.2     | 73       | 4           | 18       | 2     | 4        | 89       | 0     | 0        | 21    | 18       | 1.89     | 1.06    |
| 2013       | 広島       | 57    | 0     | 0     | 0     | 0        | 2     | 5     | 3        | 18          | .286  | 283   | 65.1     | 70       | 2           | 28       | 2     | 2        | 56       | 2     | 1        | 26    | 24       | 3.31     | 1.50    |
| 2014       | 広島       | 17    | 0     | 0     | 0     | 0        | 1     | 1     | 0        | 0           | .500  | 88    | 20.2     | 17       | 3           | 9        | 0     | 0        | 16       | 0     | 0        | 10    | 10       | 4.35     | 1.26    |
| 2015       | 広島       | 21    | 0     | 0     | 0     | 0        | 1     | 1     | 0        | 1           | .500  | 115   | 26.0     | 24       | 1           | 13       | 0     | 0        | 22       | 1     | 0        | 14    | 10       | 3.46     | 1.42    |
| 2016       | 広島       | 67    | 0     | 0     | 0     | 0        | 3     | 4     | 2        | 22          | .429  | 299   | 73.2     | 60       | 3           | 22       | 0     | 0        | 87       | 4     | 0        | 20    | 20       | 2.44     | 1.11    |
| 2017       | 広島       | 68    | 0     | 0     | 0     | 0        | 3     | 5     | 23       | 17          | .375  | 270   | 64.1     | 53       | 6           | 27       | 0     | 0        | 69       | 3     | 0        | 19    | 17       | 2.38     | 1.24    |
| 2018       | 広島       | 43    | 0     | 0     | 0     | 0        | 3     | 2     | 1        | 13          | .600  | 173   | 38.1     | 37       | 5           | 21       | 1     | 1        | 35       | 0     | 0        | 26    | 22       | 5.17     | 1.51    |
| 2019       | 広島       | 27    | 0     | 0     | 0     | 0        | 3     | 1     | 1        | 4           | .750  | 101   | 25.1     | 18       | 2           | 9        | 1     | 1        | 17       | 0     | 0        | 10    | 10       | 3.55     | 1.07    |
| 2020       | 広島       | 6     | 0     | 0     | 0     | 0        | 0     | 0     | 0        | 1           | ----  | 25    | 4.1      | 10       | 0           | 2        | 0     | 0        | 1        | 1     | 0        | 6     | 6        | 12.46    | 2.77    |
| 通算：11年 | 通算：11年 | 431   | 8     | 0     | 0     | 0        | 21    | 30    | 36       | 115         | .412  | 2123  | 501.2    | 466      | 37          | 185      | 9     | 10       | 468      | 17    | 1        | 210   | 193      | 3.46     | 1.30    |

- 各年度の太字はリーグ最高

### WBCでの投手成績
| 年 度 | 代 表 | 登 板 | 先 発 | 勝 利 | 敗 戦 | セ ｜ ブ | 打 者 | 投 球 回 | 被 安 打 | 被 本 塁 打 | 与 四 球 | 敬 遠 | 与 死 球 | 奪 三 振 | 暴 投 | ボ ｜ ク | 失 点 | 自 責 点 | 防 御 率 |
| ----- | ----- | ----- | ----- | ----- | ----- | -------- | ----- | -------- | -------- | ----------- | -------- | ----- | -------- | -------- | ----- | -------- | ----- | -------- | -------- |
| 2013  | 日本  | 2     | 0     | 0     | 0     | 0        | 11    | 2.0      | 3        | 1           | 2        | 0     | 0        | 3        | 0     | 0        | 3     | 3        | 13.50    |

### 年度別守備成績
| 年 度 | 球 団 | 投手  | 投手  | 投手  | 投手  | 投手  | 投手     |
| 年 度 | 球 団 | 試 合 | 刺 殺 | 補 殺 | 失 策 | 併 殺 | 守 備 率 |
| ----- | ----- | ----- | ----- | ----- | ----- | ----- | -------- |
| 2010  | 広島  | 2     | 0     | 0     | 0     | 0     | ----     |
| 2011  | 広島  | 54    | 9     | 15    | 1     | 0     | .960     |
| 2012  | 広島  | 69    | 8     | 19    | 1     | 1     | .964     |
| 2013  | 広島  | 57    | 6     | 16    | 0     | 2     | 1.000    |
| 2014  | 広島  | 17    | 0     | 3     | 1     | 0     | .750     |
| 2015  | 広島  | 21    | 0     | 2     | 0     | 0     | 1.000    |
| 2016  | 広島  | 67    | 3     | 11    | 0     | 3     | 1.000    |
| 2017  | 広島  | 68    | 6     | 3     | 0     | 0     | 1.000    |
| 2018  | 広島  | 43    | 3     | 7     | 0     | 1     | 1.000    |
| 2019  | 広島  | 27    | 0     | 2     | 0     | 0     | 1.000    |
| 2020  | 広島  | 6     | 0     | 0     | 0     | 0     | ----     |
| 通算  | 通算  | 431   | 35    | 78    | 3     | 6     | .974     |

### 記録
初記録
投手記録
- 初登板・初先発：2010年8月18日、対東京ヤクルトスワローズ15回戦（MAZDA Zoom-Zoom スタジアム広島）、2回5失点で敗戦投手
- 初勝利：2011年4月16日、対読売ジャイアンツ2回戦（MAZDA Zoom-Zoom スタジアム広島）、4回表に2番手で救援登板、3回1/3を無失点
- 初奪三振：同上、6回表にラスティ・ライアルから空振り三振
- 初ホールド：2011年6月26日、対中日ドラゴンズ8回戦（MAZDA Zoom-Zoom スタジアム広島）、6回表に2番手で救援登板、1回2/3を無失点
- 初セーブ：2011年10月8日、対東京ヤクルトスワローズ22回戦（明治神宮野球場）、9回裏に4番手で救援登板・完了、1回無失点

打撃記録
- 初安打：2011年5月7日、対東京ヤクルトスワローズ4回戦（松山中央公園野球場）、3回表に松井光介から中前安打

節目の記録
- 100ホールド：2018年4月5日、対東京ヤクルトスワローズ3回戦（明治神宮野球場）、7回裏に2番手で救援登板、1回無失点 ※史上27人目[46]

### 背番号
- 16（2010年 - 2021年）

### 代表歴
- 2013 ワールド・ベースボール・クラシック日本代表

## 関連情報

### CM
- 呉市焼山 軽39.8万円専門店 Kei Garage JOY（2019年）
- 中国電力（2019年 - 2021年）カープカピバラ三兄弟として大瀬良大地投手、一岡竜司投手と出演
  - カープ「カピバラ三兄弟 オニテンジク編」（2019年）
  - カープ「カピバラ三兄弟 草原の支配者編」（2019年）
  - カープ「カピバラ三兄弟 ちゅ～ちゅ～ポイント編」（2020年）
  - カープ「カピバラ三兄弟 だいちいちいだポイント編」（2020年）
  - カープ「カピバラ三兄弟 バリバリバリってるポイント編」（2021年）